# Valdevimbre
Valdevimbre és un municipi de la província de Lleó, enclavada en la comarca natural del Páramo Leonés.

## Pedanies del municipi
- Fontecha del Páramo
- Palacios de Fontecha
- Pobladura de Fontecha
- Valdevimbre
- Vallejo
- Villagallegos
- Villibañe

## Persones il·lustres
- Manuel Cadenas Montañés (1955), entrenador d'handbol